# الكسندر يونغ (عازف قيثارة)
الكسندر يونغ (بالإنجليزية: Alexander Young)‏ هو عازف قيثارة أسترالي، ولد في 28 ديسمبر 1938 في غلاسكو في المملكة المتحدة، وتوفي في 4 أغسطس 1997 في هامبورغ في ألمانيا بسبب سرطان الرئة.

## وصلات خارجية
- الموقع الرسمي
- الكسندر يونغ على موقع ميوزك برينز (الإنجليزية)
- الكسندر يونغ على موقع ميوزك برينز (الإنجليزية)
- الكسندر يونغ على موقع أول ميوزيك (الإنجليزية)
- الكسندر يونغ على موقع ديسكوغز (الإنجليزية)
- الكسندر يونغ على موقع ديسكوغز (الإنجليزية)